# Poul Frode Wilspang
Povl Frode Vilspang (27. august 1901 i Nakskov – 1993 i Sverige) var værkfører ved Hillerød-Frederiksværk-Hundested Jernbane (HFHJ) hvor han var aktiv medlem og gruppeleder af modstandsgruppen region V (Sjælland) og arrestationsudvalget, hvor han deltog i diverse illegalle aktiviteter under anden verdenskrig.
Han ledede desuden projektet med at ombygge en lastbil (Ford AA 1930) til en pansret kampvogn, som fik navnet V3, som i dag kan ses på 
Frihedsmuseet.